# Herluf Jensenius
Herluf Ludvig Andreas Jensenius, född 5 oktober 1888, död 17 juli 1966, var en dansk tecknare och grafiker.
Herluf Jensenius besökte Teknisk Skoles i Köpenhamn aftonkurser 1909–1911 men var för övrigt autodidakt. Han var som tecknare och tidvis också i redaktionella ställningar knuten till Klods Hans 1914–1925, Blæksprutten från 1926 och flera dagstidningar. Dessutom illustrerade han böcker och utgav illusterade böcker. Särskilt känd blev han som tolkare av H.C. Andersen. Som träffsäker karikatyrtecknare av danskt kynne, mera humoristisk än satirisk, vann han stor popularitet. Han utförde såväl luftiga vignetter och snabba skisser som mera utarbetade blad av grafisk prägel, utmärkta av fin poetisk stämning.